# Krzysztof Umiński
Krzysztof Umiński (ur. 22 kwietnia 1984 w Warszawie) – polski tłumacz i scenarzysta.  

## Życiorys
Ukończył z wyróżnieniem studia z zakresu kulturoznawstwa na Uniwersytecie Warszawskim (2010). Po studiach zajął się przekładem literackim z angielskiego i francuskiego. W 2015 roku przebywał na trzymiesięcznym stypendium w Collège International des Traducteurs Littéraires w Arles, gdzie uczestniczył w polsko-francuskim seminarium translatorskim La Fabrique des Traducteurs.

## Wyróżnienia i nagrody
- 2014 – finał Nagrody im. Ryszarda Kapuścińskiego za reportaż literacki (za przekład Masakry w El Mozote Marka Dannera)[4].
- 2021 – Nagroda Krakowa Miasta Literatury UNESCO[5].
- 2022 – finał Nagrody Grand Press Reporterska Książka Roku (za Trzy tłumaczki)[6].
- 2023 – nagroda Książka Roku 2022 przyznana przez Magazyn Literacki „Książki” (za Trzy tłumaczki)[7].
- 2023 – nominacja do Górnośląskiej Nagrody Literackiej „Juliusz” (za Trzy tłumaczki)[8].
- 2023 – nominacja do Nagrody im. Jerzego Giedroycia (za Trzy tłumaczki)[9].
- 2023 – finał Nagrody Conrada (za Trzy tłumaczki)[10].
- 2023 – nominacja do Nagrody Historycznej im. Kazimierza Moczarskiego (za Trzy tłumaczki)[11].
- 2024 – nominacja do Nagrody Translatorskiej im. Sophie Castille (za Bibliomulicę z Kordoby)[12].

## Twórczość
Razem z reżyserem Łukaszem Grzegorzkiem napisał scenariusze do filmów fabularnych Kamper (2016) i Córka trenera (2018). 
W 2022 roku nakładem Wydawnictwa Marginesy ukazała się jego książka Trzy tłumaczki poświęcona Joannie Guze, Annie Przedpełskiej-Trzeciakowskiej i Marii Skibniewskiej.
Publikował m.in. w „Dwutygodniku”, „Literaturze na Świecie”, „Nowych Książkach” i „Przeglądzie Politycznym”.

### Wybrane przekłady prozy, eseistyki i literatury faktu
- Grégoire Delacourt, Pisarz rodzinny, Drzewo Babel, Warszawa 2012.
- Grégoire Delacourt, Lista moich zachcianek, Drzewo Babel, Warszawa 2013.
- Mark Danner, Masakra w El Mozote, Wielka Litera, Warszawa 2013;
- Rohinton Mistry, Delikatna równowaga, Drzewo Babel, Warszawa 2014.
- Arundhati Roy, Indie rozdarte, Wielka Litera, Warszawa 2014 (z Martą Umińską).
- Albert Cohen, O bracia moi, ludzie, „Literatura na Świecie” 2016, nr 1/2.
- Gary Victor, Przeklęte wychowanie, „Literatura na Świecie” 2020, nr 7/8.
- Soren Gauger, Imitacja życia, Kraków 2021.
- George Saunders, Kąpiel w stawie podczas deszczu, Znak, Kraków 2022.
- Tobias Wolff, Opowiadania, „Literatura na Świecie” 2024, nr 5/6 (z Jagodą Dolińską).
- Tobias Wolff, W armii faraona: wspomnienia z przegranej wojny, „Literatura na Świecie” 2024, nr 5/6.

### Przekłady komiksów
- Christophe Blain, Abel Lanzac, Kroniki dyplomatyczne, Timof i cisi wspólnicy, Warszawa 2015.
- David B., Hasib i królowa węży, Kultura Gniewu, Warszawa 2017.
- Christian Perrissin, Tom Tirabosco, Kongo. Józefa Teodora Konrada Korzeniowskiego podróż przez ciemności, Kultura Gniewu, Warszawa 2017.
- Benjamin Renner, Wielki zły lis, Kultura Gniewu, Warszawa 2018.
- Anna Sommer, Nieznajomy, Kultura Gniewu, Warszawa 2019.
- Didier Cassegrain, Fred Duval, Michel Bussi, Czarne nenufary, Marginesy, Warszawa 2020.
- Gaétan Nocq, Raport W, Marginesy, Warszawa 2020.
- Winshluss, W tajemniczym ciemnym lesie, Kultura Gniewu, Warszawa 2021.
- Benjamin Renner, Trzeba ratować święta!, Kultura Gniewu, Warszawa 2021.

- Luigi Critone, Gipi, Aldobrando, Kultura Gniewu, Warszawa 2021.
- Patrick Norbert, Tanino Liberatore, Lucy: nadzieja, Kultura Gniewu, Warszawa 2023.
- Wilfrid Lupano, Léonard Chemineau, Bibliomulica z Kordoby, Kultura Gniewu, Warszawa 2024[15].

### Scenariusze
- 2008 – Godzina z nocy na dzień[1].
- 2009 – Kuchenne marzenia[1].
- 2016 – Kamper (reż. Łukasz Grzegorzek), razem z Łukaszem Grzegorzkiem[1].
- 2018 – Córka trenera (reż. Łukasz Grzegorzek), razem z Łukaszem Grzegorzkiem[1].